# Alfred Wessner-Collenbey

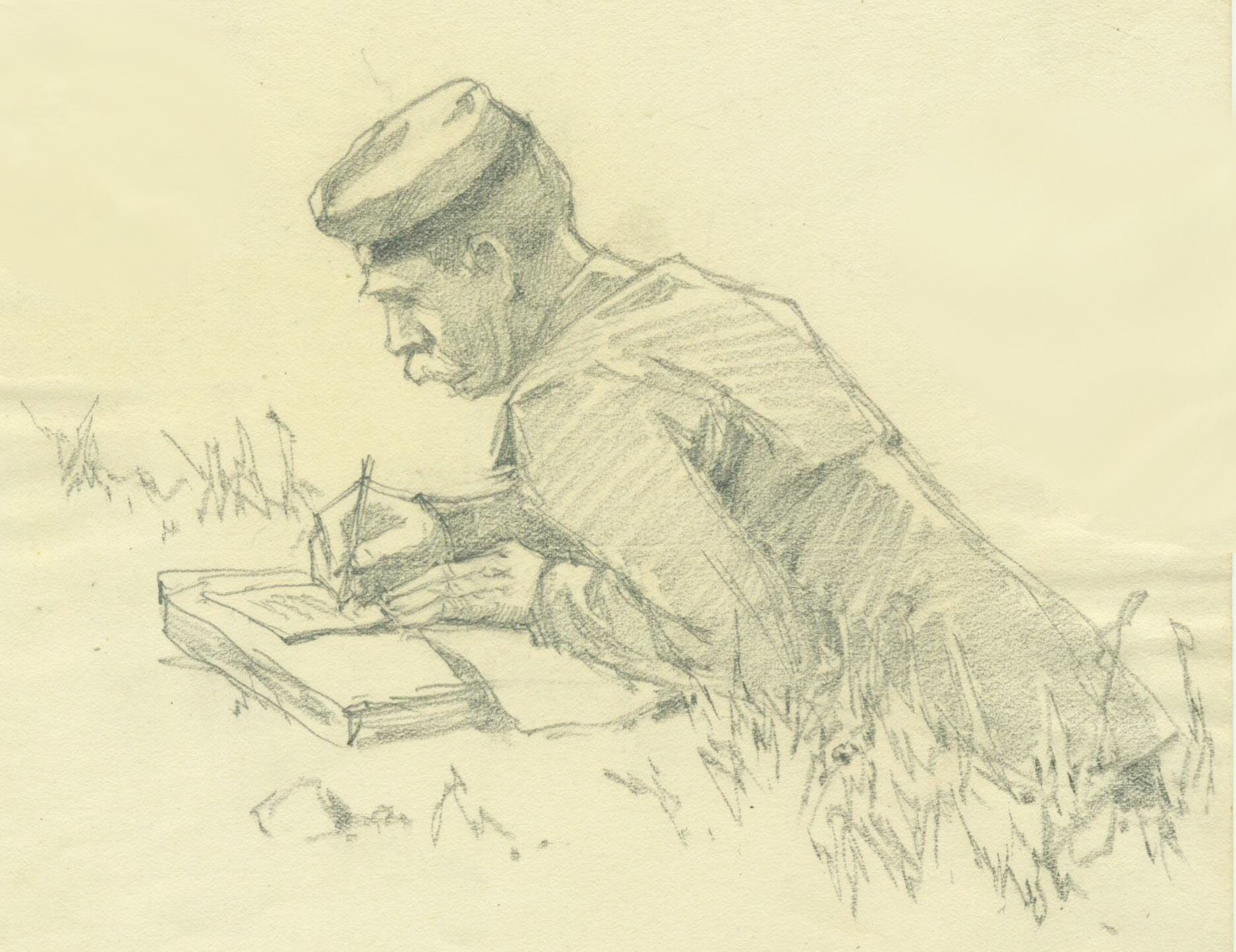
Selbstporträt im I. Weltkrieg

Alfred Wessner-Collenbey (geboren als Alfred Weßner; * 1873 in Ostrau, Kreis Merseburg, Provinz Sachsen; † 1940 in Halberstadt, Provinz Sachsen) war ein deutscher Maler und Grafiker.

## Leben
Alfred Wessner absolvierte nach seinem Schulabschluss 1887 zunächst eine vierjährige Lehre als Dekorationsmaler, bevor er sein Studium an der Dresdner Kunstgewerbeschule begann. Nach dem Studium begann er eine mehrjährige Wanderung, die ihn nach Frankfurt am Main, München, Luzern, Zürich und Hannover führte, jeweils mit Aufenthalten in diesen Städten. Schließlich kam er 1895 nach Halle, wo er zunächst eine private Malschule besuchte. Er trat eine Beschäftigung als Zeichner in der grafischen Kunstanstalt Hermann Schurade & Co. an und ließ sich in der Stadt nieder. Nach Verlust dieser Anstellung wirkte er freischaffend.
1907 verlegte er seinen Wohnsitz nach dem Dorf Collenbey bei Schkopau, wo ihm die Familie von Trotha auf ihrem dortigen Anwesen Unterkunft gewährte. Fortan ergänzte er seinen Familiennamen mit dem Ortsnamen zu Weßner-Collenbey.
Ab 1920 lebte er wieder in Halle, von wo aus er jährlich ausgedehnte Wander- und Maltouren unternahm. Auf seiner letzten verstarb er 1940 in Halberstadt.

## Werk
Alfred Wessner-Collenbey ist nicht bekannt als Schöpfer ‚großer‘ Kunst, sondern wegen seiner schier unendlich vielen liebevoll gestalteten Bilder von Landschaften und Gebäuden seiner heimatlichen Umgebung. Diese entstanden als Zeichnungen, Aquarelle oder in graphischen Techniken und erschienen zum großen Teil in örtlichen Zeitungen und Heimatkalendern. Besondere Bedeutung erlangten die Illustrationen zu den fünf Bänden Wanderungen durch den Saalkreis von Siegmar von Schultze-Galléra (1865–1945), die zwischen 1913 und 1924 erschienen. Zum Lebensunterhalt Wessner-Collenbeys trugen auch Glückwunschkarten, Einladungen, Werbeprospekte, Festzeitungen und Exlibris bei sowie die Illustration von Lehrbüchern. Die Stadt Merseburg entschloss sich 1921, „künstlerisch gestaltetes Notgeld“ herauszugeben, und beauftragte Wessner-Collenbey.
Sein Nachlass befindet sich im Stadtarchiv Halle.

## Bildbeispiele

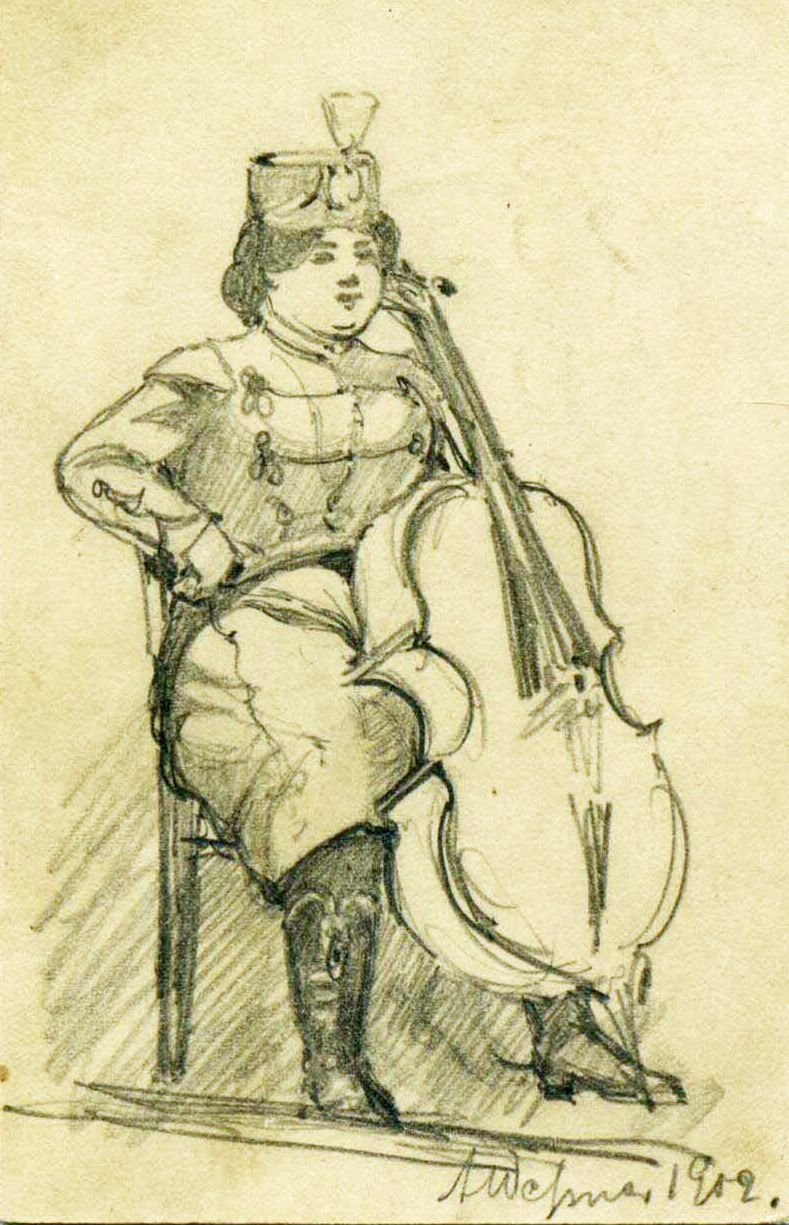
Musikerin, Bleistiftzeichnung
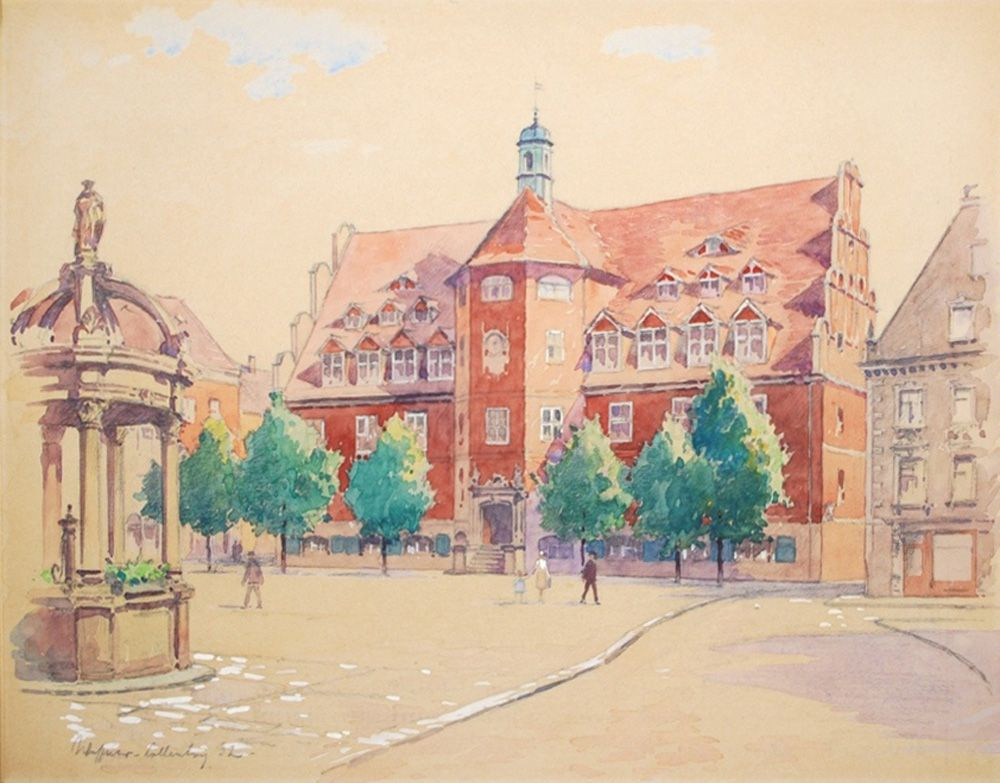
Neues Rathaus am Markt von Merseburg, Aquarell
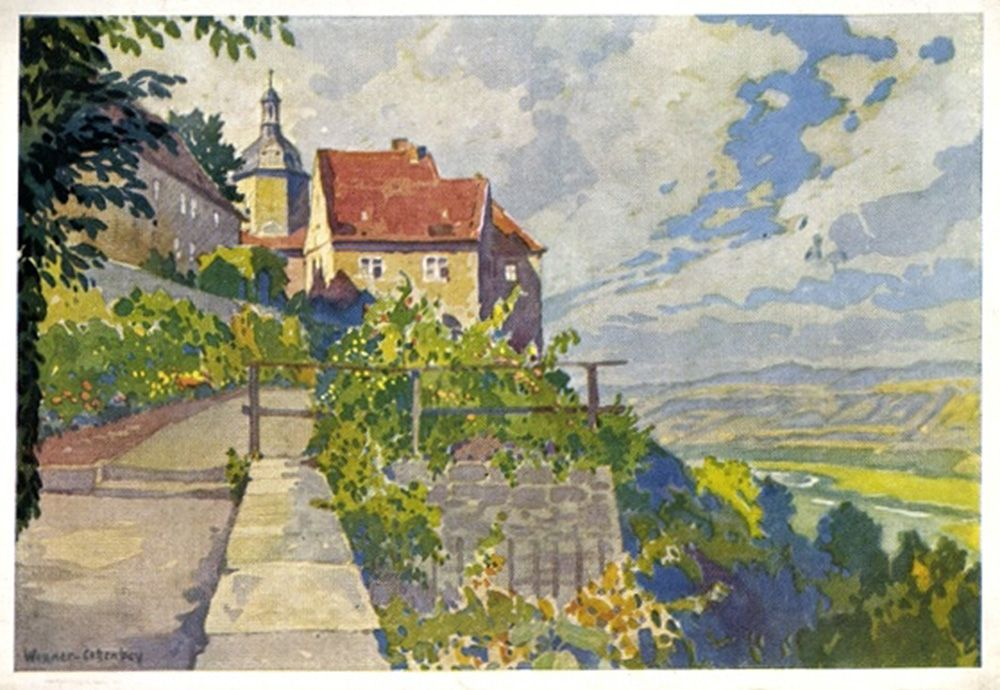
Dornburg, Altes Schloss, Postkarte
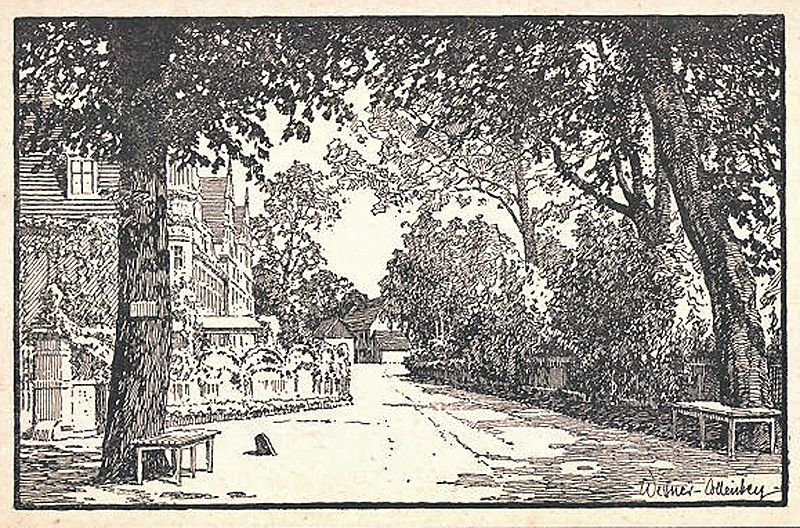
Am Schloss Benkendorf, Postkarte
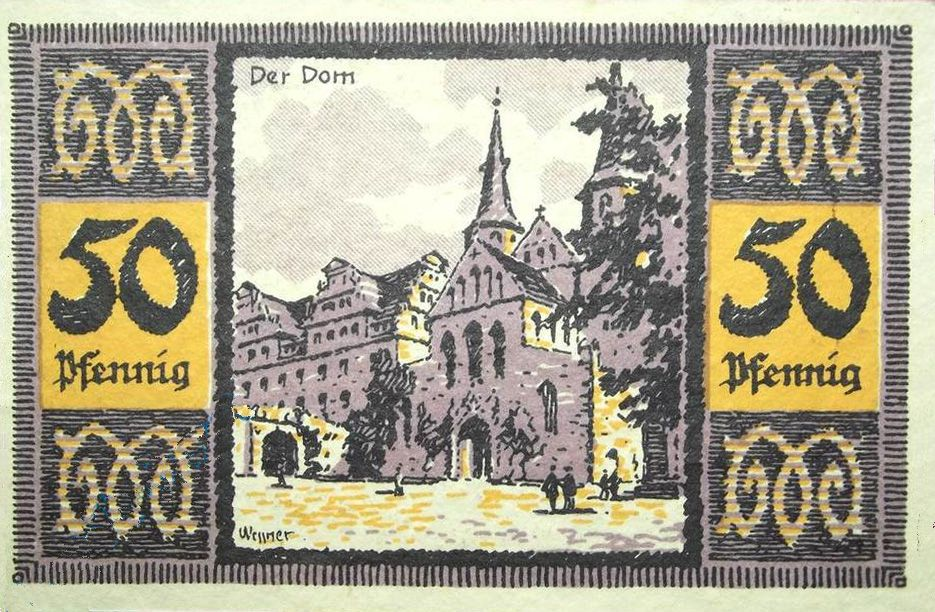
Notgeld der Stadt Merseburg
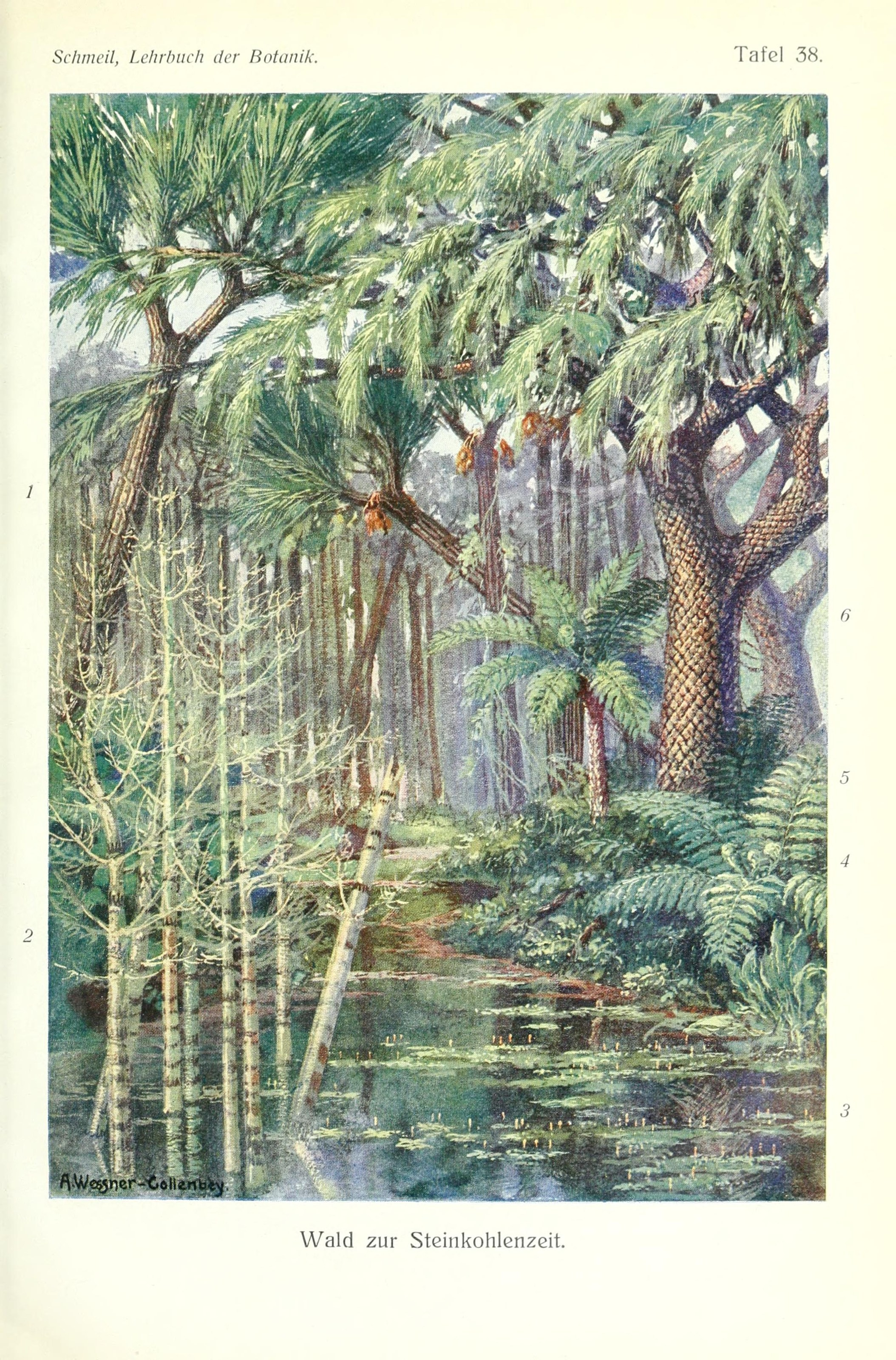
Seite aus einem Botanik-Lehrbuch